# Wladimir Strelnikow
Wladimir Strelnikow (* 1939 in Odessa, Ukrainische SSR) ist ein zeitgenössischer ukrainischer Maler.
Noch während des Studiums an der Staatlichen Kunstfachschule von Odessa (1959–1962) debütierte Strelnikow im Jahre 1960 in der Herbstausstellung des Künstlerverbandes in Odessa und nahm bis 1971 an zahlreichen amtlich anerkannten Kunstausstellungen in der UdSSR und im Ausland teil.
Seine künstlerische Entwicklung führte dazu, dass ihm die staatliche Anerkennung entzogen wurde. Seit 1972 konnte er seine Werke zwar nicht mehr in der Öffentlichkeit, dafür aber einem sehr interessierten Publikum in Privatwohnungen in Kiew, Odessa, Moskau und Leningrad (heutiges Sankt Petersburg) zugänglich machen. 1978 wanderte der Maler nach Wien – zwangsweise Ausreise aus der UdSSR wegen seiner künstlerischen Tätigkeit – aus und ließ sich im folgenden Jahre in München nieder, wo er bis heute lebt und arbeitet.